# SoccerProject
SoccerProject je fotbalový online manažer, se stovkami aktivních hráčů z více než 200 zemí, hrajících v 19 různých jazycích. Byl založen v roce 2004. Hráč se stává virtuálním manažerem fotbalového klubu a je zodpovědný za vše, co se děje v klubu (sestavy, zaměstnanci, stadión atd.). Ligové zápasy se hrají každý všední den, kromě středy, kdy se hrají pohárová utkání.

## Počet hráčů
Do SoccerProjectu je v současnosti přihlášeno více než 37 tisíc hráčů. Dle statistik tvoří téměř 50 % všech návštěvníků Češi. Slováci jsou v žebříčku těsně za nimi s téměř 30 %. Další země již nemají více než 5 %. Existuje také česká komunita, kde vychází virtuální soccerprojectové noviny.

## Software
Kromě webového rozhraní je k dispozici také několik programů, sloužících k analýze (statistiky, ideální sestavy atd.) hráčova týmu. Jedním z několika je SoccerProject Management Tool.

## Výsledky
| Seznam vítězů A-divize a SP poháru v jednotlivých sezónách |                             |                         |
| Sezóna                                                     | Vítěz A-divize              | Vítěz SP poháru         |
| 1                                                          | Ketoak                      | sparta kolmont          |
| 2                                                          | Heidebloem                  | La Gantoise             |
| 3                                                          | Racing Brugge               | RacingFC                |
| 4                                                          | ReesingGenk                 | fc Italia               |
| 5                                                          | fb2004                      | maluyaca                |
| 6                                                          | fb2004                      | FC CRISIS               |
| 7                                                          | maluyaca                    | maluyaca                |
| 8                                                          | fb2004                      | Beringen United         |
| 9                                                          | The Naked Chef              | Mado                    |
| 10                                                         | Teefjes Vrolijke 11         | FC Bruggenhof           |
| 11                                                         | Mado                        | team#SoaD               |
| 12                                                         | Teefjes Vrolijke 11         | Westel                  |
| 13                                                         | FC Bruggenhof               | Westel                  |
| 14                                                         | Nop's Heroes                | SLB Carcavelos          |
| 15                                                         | kfc de pomp                 | Verbroedering Robbeke   |
| 16                                                         | AS Vlalex                   | Nespereira              |
| 17                                                         | Maccbi Natanya              | Maccbi Natanya          |
| 18                                                         | Maccbi Natanya              | Verbroedering Robbeke   |
| 19                                                         | The Skunks                  | Nop's Heroes            |
| 20                                                         | The Skunks                  | Nop's Heroes            |
| 21                                                         | The Skunks                  | S.A.T                   |
| 22                                                         | Frrfrrr                     | AS Bosman               |
| 23                                                         | Frrfrrr                     | S.A.T                   |
| 24                                                         | FC Inter Milano             | cartus                  |
| 25                                                         | S.A.T                       | FC Inter Milano         |
| 26                                                         | S.A.T                       | .The Simpsons.          |
| 27                                                         | S.A.T                       | De Zoeloe's             |
| 28                                                         | Juvenardus FC               | Bunicii                 |
| 29                                                         | Bunicii                     | Lion Team               |
| 30                                                         | De Zoeloe's                 | FC Widlaks              |
| 31                                                         | FC Widlaks                  | TJ Spartak Medzilaborce |
| 32                                                         | FC Widlaks                  | u utd                   |
| 33                                                         | FC Widlaks                  | Sokol Čejč              |
| 34                                                         | FC Widlaks                  | fc bruges               |
| 35                                                         | FC Widlaks                  | Fresh                   |
| 36                                                         | FC Strakapůd                | FC Inter Milano         |
| 37                                                         | FC JEREMY                   | FC Inter Milano         |
| 38                                                         | FC JEREMY                   | FC Inter Milano         |
| 39                                                         | fc mac                      | FC Inter Milano         |
| 40                                                         | FC Inter Milano             | Bombalaii Zalau         |
| 41                                                         | FC Inter Milano             | FC Inter Milano         |
| 42                                                         | FC Inter Milano             | AB Craiova              |
| 43                                                         | FC Inter Milano             | FC Remedy               |
| 44                                                         | FC Remedy                   | Fc Adjud                |
| 45                                                         | FC Remedy                   | FC Raffin               |
| 46                                                         | FC Raffin                   | Viastore                |
| 47                                                         | FC Raffin                   | FC Raffin               |
| 48                                                         | FC Raffin                   | FC Meangreen            |
| 49                                                         | FC Meangreen                | FC Foresta              |
| 50                                                         | FC Meangreen                | me_dinamo               |
| 51                                                         | Mccgrady City Football team | FC Meangreen            |
| 52                                                         | Damned United               | Damned United           |
| 53                                                         | Damned United               | Damned United           |
| 54                                                         | Damned United               | Armia                   |
| 55                                                         | FC Remedy                   | Noldor                  |
| 56                                                         | Damned United               | FC Remedy               |
| 57                                                         | Noldor                      | Chelsea champion        |
| 58                                                         | Noldor                      | Noldor                  |
| 59                                                         | Noldor                      | FC Remedy               |
| 60                                                         | Noldor                      | Noldor                  |
| 61                                                         | Noldor                      | Chelsea champion        |
| 62                                                         | Noldor                      | FC Meangreen            |
| 63                                                         | Noldor                      | FC Meangreen            |
| 64                                                         | Viastore                    | Noldor                  |
| 65                                                         | Viastore                    | S.A.T                   |
| 66                                                         | Viastore                    | Totemo Baka             |
| 67                                                         | The Last Mohycan            | Hala Madrid             |
| 68                                                         | Hala Madrid                 | The Last Mohycan        |
| 69                                                         | Hala Madrid                 | Chelsea champion        |
| 70                                                         | Hala Madrid                 | FK Raduzza              |
| 71                                                         | Hala Madrid                 | me_dinamo               |
| 72                                                         | Chelsea champion            | FC_TRANSILVANIA         |
| 73                                                         | Hala Madrid                 | me_dinamo               |
| 74                                                         | Chelsea champion            | FC Iasi                 |
| 75                                                         | Chelsea champion            | FC Miechowice           |
| 76                                                         | Hala Madrid                 | U.C.SAMPDORIA           |
| 77                                                         | FC_TRANSILVANIA             | ars3nal                 |
| 78                                                         | U.C.SAMPDORIA               | ..DEPORTIVO..           |
| 79                                                         | U.C.SAMPDORIA               | ..DEPORTIVO..           |
| 80                                                         | ..DEPORTIVO..               | Chelsea champion        |
| 81                                                         | U.C.SAMPDORIA               | vc el bourgemestro      |
| 82                                                         | ..DEPORTIVO..               | Inter Bytom             |
| 83                                                         | Noldor                      | ..DEPORTIVO..           |
| 84                                                         | Noldor                      | Noldor                  |
| 85                                                         | Noldor                      | Hala Madrid             |
| 86                                                         | ruda masina                 | berusky                 |
| 87                                                         | FC Meangreen                | FC Meangreen            |
| 88                                                         | FC Meangreen                | FC Letenská šlechta     |
| 89                                                         | Hala Madrid                 | FC Remedy               |
| 90                                                         | FC Remedy                   | FC Remedy               |
| 91                                                         | Hala Madrid                 | Team Eendracht Aalst    |
| 92                                                         | Hala Madrid                 | Inter Twardogora        |
| 93                                                         | FC Letenská šlechta         | Chelsea champion        |
| 94                                                         | SK Slavia Simpsons Gang     | ACS Pardubice           |
| 95                                                         | ACS Pardubice               | FC Iasi                 |
| 96                                                         | FC Iasi                     | ..DEPORTIVO..           |
| 97                                                         | FC Iasi                     | FC Iasi                 |
| 98                                                         | FC Iasi                     | ..DEPORTIVO..           |
| 99                                                         | ..DEPORTIVO..               | FC Iasi                 |
| 100                                                        | ..DEPORTIVO..               | S.S. Wallachs           |
| 101                                                        | ..DEPORTIVO..               | S.S. Wallachs           |
| 102                                                        | FC Meangreen                | ..DEPORTIVO..           |
| 103                                                        | ..DEPORTIVO..               | S.S. Wallachs           |
| 104                                                        | lesbuffalos                 | Jonava City FC          |
| 105                                                        | lesbuffalos                 | Naar De Goal            |
| 106                                                        | aQuaRedon                   | lesbuffalos             |
| 107                                                        | Umbra                       | lesbuffalos             |
| 108                                                        | Umbra                       | lesbuffalos             |
| 109                                                        | Umbra                       | Umbra                   |
| 110                                                        | Umbra                       | Sulangii                |
| 111                                                        | ACS Pardubice               | me_dinamo               |
| 112                                                        | FCM Adjud                   | O Iubire ALB ALBASTRA   |
| 113                                                        | FCM Adjud                   | FCM Adjud               |
| 114                                                        | FCM Adjud                   | FCM Adjud               |
| 115                                                        | me_dinamo                   | FCM Adjud               |
| 116                                                        | O Iubire ALB ALBASTRA       | O Iubire ALB ALBASTRA   |
| 117                                                        | O Iubire ALB ALBASTRA       | O Iubire ALB ALBASTRA   |
| 118                                                        | Er2c                        | Er2c                    |
| 119                                                        | ruda masina                 | Er2c                    |
| 120                                                        | Er2c                        | vc el bourgemestro      |
| 121                                                        | ruda masina                 | FC Iasi                 |

## Statistiky
| Vítězové A-divize dle zemí | Vítězové A-divize dle zemí | Vítězové A-divize dle zemí |
| -------------------------- | -------------------------- | -------------------------- |
| Pořadí                     | Počet vítězství            | Země                       |
| 1                          | 23                         | Belgie                     |
| 2                          | 21                         | Rumunsko                   |
| 3                          | 20                         | Česko                      |
| 4                          | 15                         | Polsko                     |
| 5                          | 11                         | Nizozemsko                 |
| 6                          | 10                         | Švédsko                    |
| 7                          | 8                          | Slovensko                  |
| 8                          | 6                          | Bulharsko                  |
| 9                          | 5                          | Izrael                     |
| 10                         | 2                          | Albánie                    |

| Vítězové SP poháru dle zemí | Vítězové SP poháru dle zemí | Vítězové SP poháru dle zemí |
| --------------------------- | --------------------------- | --------------------------- |
| Pořadí                      | Počet vítězství             | Země                        |
| 1                           | 31                          | Rumunsko                    |
| 2                           | 26                          | Belgie                      |
| 3                           | 15                          | Nizozemsko                  |
| 4                           | 14                          | Česko                       |
| 5                           | 12                          | Polsko                      |
| 6                           | 5                           | Švédsko                     |
| 6                           | 5                           | Bulharsko                   |
| 8                           | 3                           | Slovensko                   |
| 9                           | 2                           | Portugalsko                 |
| 9                           | 2                           | Albánie                     |
| 11                          | 1                           | Velká Británie              |
| 11                          | 1                           | Izrael                      |
| 11                          | 1                           | Burundi                     |
| 11                          | 1                           | Ukrajina                    |
| 11                          | 1                           | Austrálie                   |
| 11                          | 1                           | Litva                       |

| Historická tabulka podle získaných titulů v A-divizi | Historická tabulka podle získaných titulů v A-divizi | Historická tabulka podle získaných titulů v A-divizi | Historická tabulka podle získaných titulů v A-divizi                      |
| ---------------------------------------------------- | ---------------------------------------------------- | ---------------------------------------------------- | ------------------------------------------------------------------------- |
| Pořadí                                               | Počet vítězství                                      | Tým                                                  | Ročníky                                                                   |
| 1                                                    | 13                                                   | Hala Madrid / Umbra                                  | Hala Madrid: 68, 69, 70, 71, 73, 76, 89, 91, 92 Umbra: 107, 108, 109, 110 |
| 2                                                    | 10                                                   | Noldor                                               | 57, 58, 59, 60, 61, 62, 63, 83, 84, 85                                    |
| 3                                                    | 6                                                    | ..DEPORTIVO..                                        | 80, 82, 99, 100, 101, 103                                                 |
| 4                                                    | 5                                                    | FC Inter Milano                                      | 24, 40, 41, 42, 43                                                        |
| 4                                                    | 5                                                    | FC Widlaks                                           | 31, 32, 33, 34, 35                                                        |
| 4                                                    | 5                                                    | FC Meangreen                                         | 49, 50, 87, 88, 102                                                       |
| 7                                                    | 4                                                    | FC Remedy                                            | 44, 45, 55, 90                                                            |
| 7                                                    | 4                                                    | Damned United                                        | 52, 53, 54, 56                                                            |
| 9                                                    | 3                                                    | FC Raffin                                            | 46, 47, 48                                                                |
| 9                                                    | 3                                                    | U.C.SAMPDORIA                                        | 78, 79, 81                                                                |
| 9                                                    | 3                                                    | Chelsea champion                                     | 72, 74, 75                                                                |
| 9                                                    | 3                                                    | The Skunks                                           | 19, 20, 21                                                                |
| 9                                                    | 3                                                    | Viastore                                             | 64, 65, 66                                                                |
| 9                                                    | 3                                                    | fb2004                                               | 5, 6, 8                                                                   |
| 9                                                    | 3                                                    | S.A.T.                                               | 25, 26, 27                                                                |
| 9                                                    | 3                                                    | FC Iasi                                              | 96, 97, 98                                                                |
| 9                                                    | 3                                                    | FCM Adjud                                            | 112, 113, 114                                                             |
| 9                                                    | 3                                                    | ruda masina                                          | 86, 119, 121                                                              |